# Tsui Hsiu-Li
Tsui Hsiu-Li (chinesisch 徐秀麗 / 徐秀丽, Pinyin Xú Xiùlì; * 21. Mai 1973) ist eine ehemalige taiwanische Tischtennisspielerin. Sie nahm an den Olympischen Spielen 2000 teil und gewann im selben Jahr mit der Mannschaft Silber bei der Weltmeisterschaft.

## Karriere
1997 sicherte sie sich den Titel bei den Nationalen Meisterschaften von Taiwan im Einzel und Doppel. Bei den Olympischen Spielen 2000 in Sydney trat sie nur im Doppelwettbewerb auf, und zwar zusammen mit Yu Feng-Yun. Sie gewannen gegen Bose Kaffo/Funke Oshonaike (Nigeria) und verloren gegen Eldijana Aganović/Tamara Boroš (Kroatien).

## Turnierergebnisse
| Verband | Veranstaltung     | Jahr | Ort          | Land | Einzel     | Doppel    | Mixed     | Team   |
| ------- | ----------------- | ---- | ------------ | ---- | ---------- | --------- | --------- | ------ |
| TPE     | Olympische Spiele | 2000 | Sydney       | AUS  |            | Qual.     |           |        |
| TPE     | Weltmeisterschaft | 2000 | Kuala Lumpur | MAS  |            |           |           | Silber |
| TPE     | Weltmeisterschaft | 1999 | Eindhoven    | NED  | letzte 128 | letzte 64 | letzte 32 |        |
| TPE     | Weltmeisterschaft | 1995 | Tianjin      | CHN  |            |           |           | 12     |
| TPE     | World Cup         | 1998 | Taipeh       | TPE  | letzte 16  |           |           |        |